# Жимирский, Франтишек
Франтишек Жимирский (пол. Franciszek Żymirski; 5 октября 1779, Краков — 25 февраля 1831, Варшава) — польский военачальник, генерал. Участник польских восстаний.

## Биография
В 15-летнем возрасте принял участие в инсуррекции Костюшко. За проявленные отличия и командирские способности окончил кампанию в 1795 в чине поручика, что учитывая молодой возраст и отсутствие семейных связей, исключительно хорошо демонстрирует его способности и предрасположенность к воинской службе. После поражения восстания, был курьером между польской эмиграцией и участниками патриотического движения на родине. Не избежал внимания австрийской полиции. После возвращения из Константинополя, был арестован во Львове. Проявив хладнокровие, при задержании уничтожил компрометирующие документы и сумел избежать тюремного заключения.
С 1797 вступил в польские легионы. Принял участие в битвах при Леньяно, Вероне и Маньяно. По приказу Наполеона в 1803—1804 участвовал в экспедиции по подавлению антифранцузского восстания на о. Сан-Доминго.
В 1805 году в рядах французской армии принял участие в битве при Ульме. С марта 1807 — в чине подполковника. Участник осады Грудзёндза.
За выдающиеся боевые заслуги в русско-прусско-французской войне в 1807 году получил орден Virtuti Militari.
В войне с Австрией в 1809 году в составе армии герцогства Варшавского под командованием Юзефа Понятовского сражался в битве при Рашине. За проявленным заслуги был произведен в майоры 5-го полка и назначен комендантом крепости Ченстохова.
В 1811 — полковник, назначен командиром полка, дислоцированного в Замостье.
После — на службе Царства Польского в составе Российской империи. Повышен в звании до генерал-майора в 1830 году. Тогда же награждён «Почëтным знаком за 30-летнюю безупречную службу». В 1819 году император Александр I наградил его орденом Святого Станислава II степени.
После начала польского восстания  в ноябре 1830 года вывел свой полк на плац. Запретил подчиненным вести переговоры с повстанцами, но также в начале отказал Константину Павловичу использовать полк для подавления восстания. Позже сумел заставить свой полк вести боевые действия против повстанцев в Краковском предместье, а затем с полком присоединился к Константину, ночью покинувшему Варшаву.
Затем перешел на сторону мятежников. В сражении при Грохове командовал 2-й пехотной дивизией, защищая одну из ключевых позиций. Командовал польским войском в 1-й битве при Калушине.
Полк понëс огромные потери, но в течение многих часов отражал наступление русской армии. Во время боя генерал Жимирский был смертельно ранен, пушечное ядро оторвало ему руку.